# Grand Prix-wegrace van Zuid-Afrika
De Grand Prix van Zuid-Afrika voor motorfietsen was een wegrace, die tussen 1983 en 2004 in totaal tien keer werd georganiseerd en meetelde voor het wereldkampioenschap wegrace. Het evenement werd van 1983 tot 1985 en in 1992 op het circuit van Kyalami in de provincie Gauteng verreden en tussen 1999 en 2004 op de Phakisa Freeway in de buurt van Welkom. Nadat de race tussen 1983 en 1985 voor het wereldkampioenschap meetelde, werd de Grand Prix van 1986 wegens problemen met de Apartheidspolitiek afgezegd en pas in 1992 wederom verreden.

Kyalami Circuit (1983–1985)
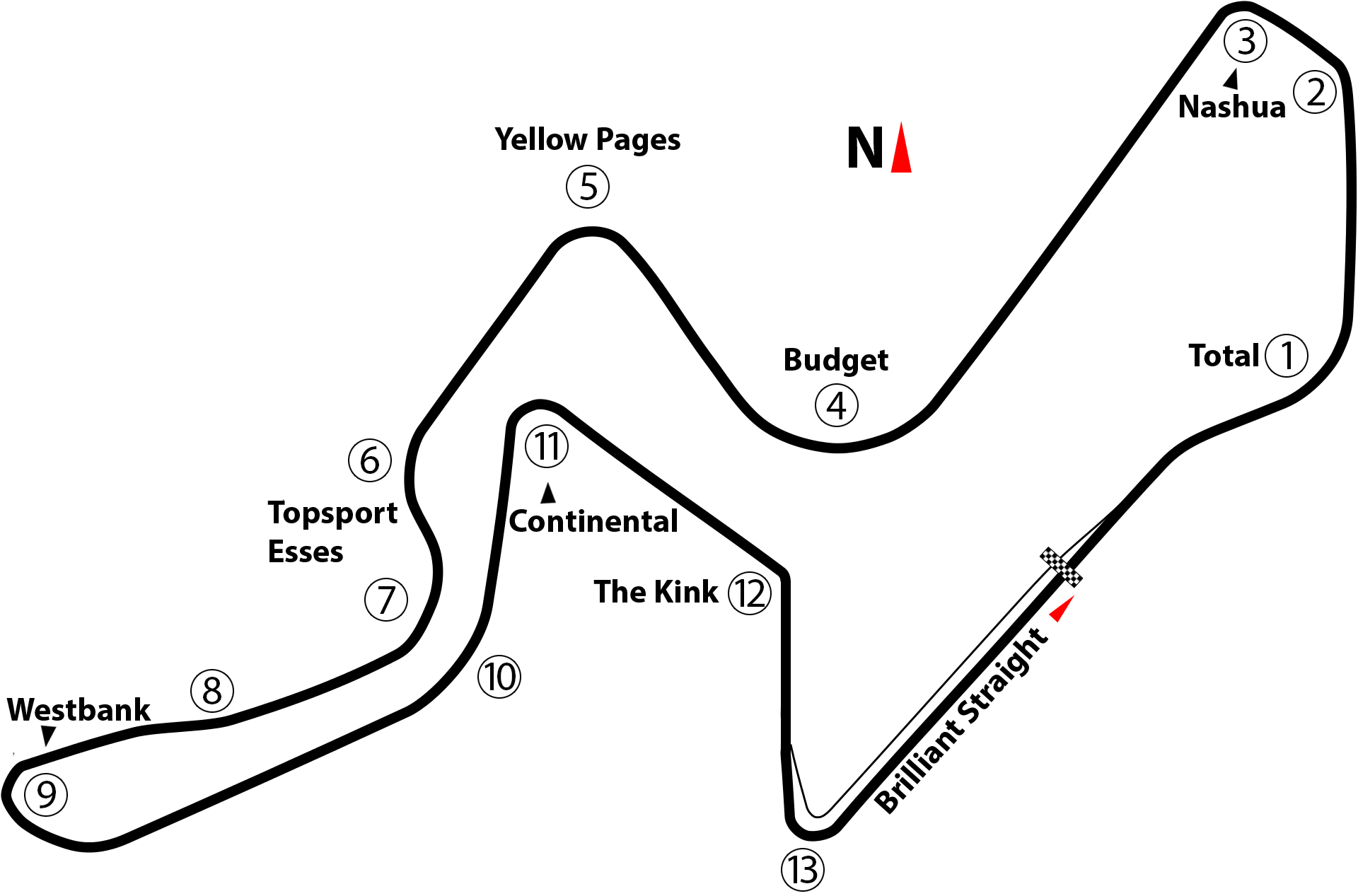
Kyalami Circuit (1992)
Phakisa Freeway

## Resultaten van de Grote Prijs van Zuid-Afrika
| Editie | Jaar | Circuit | Klasse | 1e                           | 2e                          | 3e                                     | Poleposition                            | Snelste ronde                           |
| ------ | ---- | ------- | ------ | ---------------------------- | --------------------------- | -------------------------------------- | --------------------------------------- | --------------------------------------- |
| 1      | 1983 | Kyalami | 250 cc | Carlos Lavado (Yamaha)       | Christian Sarron (Yamaha)   | Didier de Radiguès (Chevallier-Yamaha) | Jean-François Baldé (Chevallier-Yamaha) | Jean-François Baldé (Chevallier-Yamaha) |
| 1      | 1983 | Kyalami | 500 cc | Freddie Spencer (Honda)      | Kenny Roberts sr. (Yamaha)  | Randy Mamola (Suzuki)                  | Freddie Spencer (Honda)                 | Freddie Spencer (Honda)                 |
|        |      |         |        |                              |                             |                                        |                                         |                                         |
| 2      | 1984 | Kyalami | 250 cc | Christian Sarron (Yamaha)    | Manfred Herweh (Real)       | Carlos Lavado (Yamaha)                 | Mario Rademeyer (MBA)                   | Patrick Fernandez (Yamaha)              |
| 2      | 1984 | Kyalami | 500 cc | Eddie Lawson (Yamaha)        | Randy Mamola (Honda)        | Raymond Roche (Honda)                  | Freddie Spencer (Honda)                 | Barry Sheene (Suzuki)                   |
|        |      |         |        |                              |                             |                                        |                                         |                                         |
| 3      | 1985 | Kyalami | 250 cc | Freddie Spencer (Honda)      | Toni Mang (Honda)           | Carlos Lavado (Yamaha)                 | Carlos Lavado (Yamaha)                  | Mario Rademeyer (Yamaha)                |
| 3      | 1985 | Kyalami | 500 cc | Freddie Spencer (Honda)      | Eddie Lawson (Yamaha)       | Christian Sarron (Yamaha)              | Freddie Spencer (Honda)                 | Freddie Spencer (Honda)                 |
|        |      |         |        |                              |                             |                                        |                                         |                                         |
| 4      | 1992 | Kyalami | 125 cc | Jorge Martínez (Honda)       | Carlos Giró jr. (Aprilia)   | Alessandro Gramigni (Aprilia)          | Alessandro Gramigni (Aprilia)           | Carlos Giró jr. (Aprilia)               |
| 4      | 1992 | Kyalami | 250 cc | Max Biaggi (Aprilia)         | Loris Reggiani (Aprilia)    | Pierfrancesco Chili (Aprilia)          | Helmut Bradl (Honda)                    | Max Biaggi (Aprilia)                    |
| 4      | 1992 | Kyalami | 500 cc | John Kocinski (Yamaha)       | Wayne Gardner (Honda)       | Wayne Rainey (Yamaha)                  | John Kocinski (Yamaha)                  | Wayne Gardner (Honda)                   |
|        |      |         |        |                              |                             |                                        |                                         |                                         |
| 5      | 1999 | Welkom  | 125 cc | Gianluigi Scalvini (Aprilia) | Arnaud Vincent (Aprilia)    | Marco Melandri (Honda)                 | Gianluigi Scalvini (Aprilia)            | Gianluigi Scalvini (Aprilia)            |
| 5      | 1999 | Welkom  | 250 cc | Valentino Rossi (Aprilia)    | Shinya Nakano (Yamaha)      | Olivier Jacque (Yamaha)                | Loris Capirossi (Honda)                 | Valentino Rossi (Aprilia)               |
| 5      | 1999 | Welkom  | 500 cc | Max Biaggi (Yamaha)          | Sete Gibernau (Honda)       | Àlex Crivillé (Honda)                  | Tadayuki Okada (Honda)                  | Sete Gibernau (Honda)                   |
|        |      |         |        |                              |                             |                                        |                                         |                                         |
| 6      | 2000 | Welkom  | 125 cc | Arnaud Vincent (Aprilia)     | Mirko Giansanti (Honda)     | Emilio Alzamora (Honda)                | Roberto Locatelli (Aprilia)             | Arnaud Vincent (Aprilia)                |
| 6      | 2000 | Welkom  | 250 cc | Shinya Nakano (Yamaha)       | Daijiro Kato (Honda)        | Tohru Ukawa (Honda)                    | Shinya Nakano (Yamaha)                  | Daijiro Kato (Honda)                    |
| 6      | 2000 | Welkom  | 500 cc | Garry McCoy (Yamaha)         | Carlos Checa (Yamaha)       | Loris Capirossi (Honda)                | Sete Gibernau (Honda)                   | Valentino Rossi (Honda)                 |
|        |      |         |        |                              |                             |                                        |                                         |                                         |
| 7      | 2001 | Welkom  | 125 cc | Youichi Ui (Derbi)           | Manuel Poggiali (Gilera)    | Noboru Ueda (TSR-Honda)                | Youichi Ui (Derbi)                      | Youichi Ui (Derbi)                      |
| 7      | 2001 | Welkom  | 250 cc | Daijiro Kato (Honda)         | Marco Melandri (Aprilia)    | Tetsuya Harada (Aprilia)               | Daijiro Kato (Honda)                    | Marco Melandri (Aprilia)                |
| 7      | 2001 | Welkom  | 500 cc | Valentino Rossi (Honda)      | Loris Capirossi (Honda)     | Tohru Ukawa (Honda)                    | Valentino Rossi (Honda)                 | Valentino Rossi (Honda)                 |
|        |      |         |        |                              |                             |                                        |                                         |                                         |
| 8      | 2002 | Welkom  | 125 cc | Manuel Poggiali (Gilera)     | Arnaud Vincent (Aprilia)    | Dani Pedrosa (Honda)                   | Dani Pedrosa (Honda)                    | Manuel Poggiali (Gilera)                |
| 8      | 2002 | Welkom  | 250 cc | Marco Melandri (Aprilia)     | Franco Battaini (Aprilia)   | Fonsi Nieto (Aprilia)                  | Franco Battaini (Aprilia)               | Fonsi Nieto (Aprilia)                   |
| 8      | 2002 | Welkom  | MotoGP | Tohru Ukawa (Honda)          | Valentino Rossi (Honda)     | Loris Capirossi (Honda)                | Valentino Rossi (Honda)                 | Tohru Ukawa (Honda)                     |
|        |      |         |        |                              |                             |                                        |                                         |                                         |
| 9      | 2003 | Welkom  | 125 cc | Dani Pedrosa (Honda)         | Andrea Dovizioso (Honda)    | Steve Jenkner (Aprilia)                | Youichi Ui (Aprilia)                    | Dani Pedrosa (Honda)                    |
| 9      | 2003 | Welkom  | 250 cc | Manuel Poggiali (Aprilia)    | Randy de Puniet (Aprilia)   | Franco Battaini (Aprilia)              | Randy de Puniet (Aprilia)               | Manuel Poggiali (Aprilia)               |
| 9      | 2003 | Welkom  | MotoGP | Sete Gibernau (Honda)        | Valentino Rossi (Honda)     | Max Biaggi (Honda)                     | Sete Gibernau (Honda)                   | Valentino Rossi (Honda)                 |
|        |      |         |        |                              |                             |                                        |                                         |                                         |
| 10     | 2004 | Welkom  | 125 cc | Andrea Dovizioso (Honda)     | Roberto Locatelli (Aprilia) | Casey Stoner (KTM)                     | Andrea Dovizioso (Honda)                | Roberto Locatelli (Aprilia)             |
| 10     | 2004 | Welkom  | 250 cc | Dani Pedrosa (Honda)         | Randy de Puniet (Aprilia)   | Sebastián Porto (Aprilia)              | Randy de Puniet (Aprilia)               | Sebastián Porto (Aprilia)               |
| 10     | 2004 | Welkom  | MotoGP | Valentino Rossi (Yamaha)     | Max Biaggi (Honda)          | Sete Gibernau (Honda)                  | Valentino Rossi (Yamaha)                | Max Biaggi (Honda)                      |

## Voetnoten
1983 · 1984 · 1985 · 1992 · 1999 · 2000 · 2001 · 2002 · 2003 · 2004